# Modesto Rebollo
Modesto Rebollo de Esteban (* 25. November 1906 im Departamento Cerro Largo; † 1979) war ein uruguayischer Politiker.
Modesto Rebollo besuchte ab 1923 das Colegio Militar und schloss die dortige Ausbildung 1927 als Leutnant der Artillerie ab. Am 30. Dezember 1933 heiratete er in Montevideo Julieta García Pritsch, Tochter von Casiano Emeterio García Moreno. 1954 wurde er zum General ernannt. Zudem war er Direktor des Instituto Militar de Estudios Superiores. Rebollo, der der Partido Nacional angehörte, war als Nachfolger Cipriano Oliveras vom 13. April 1961 bis zum 4. Juni 1964 Verteidigungsminister von Uruguay.